# Jef Mertens

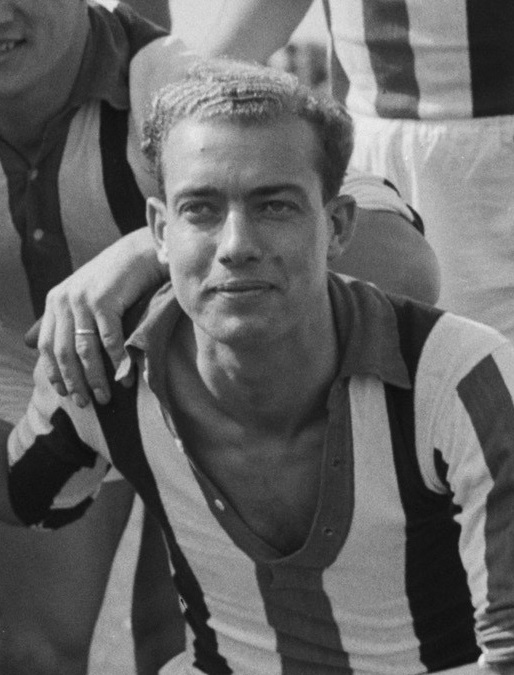

Jef Mertens (Breda, 15 januari 1926 - Tilburg, 17 juli 2004) was een Nederlands prof-voetballer. De verdediger speelde 274 wedstrijden voor Willem II (1945-1961) en kwam één keer uit voor het Nederlands voetbalelftal.

## Biografisch
Voordat Mertens naar Willem II werd gehaald, voetbalde hij bij Bredania. Hij werd zowel in 1951/52 als 1954/55 landskampioen met Willem II. Hij bleef de club vijftien seizoenen trouw, waarvan hij er dertien in het eerste speelde, doorgaans op de linksbackpositie. Mertens maakte in zijn gehele betaaldvoetbalcarrière twee doelpunten voor Willem II, beide uit afstandsschoten. Deze leverden hem in Tilburg de bijnaam Anoul op, naar de Belgische rechtsback Léopold Anoul.
Mertens speelde op 12 november 1950 zijn enige interland. Het Nederlands elftal verloor daarbij in Antwerpen met 7-2 van België. Zijn vader, Jef Mertens Sr., werd ook eens geselecteerd voor het Nederlands team, maar kwam daarbij niet van de reservebank.
Mertens overleed op 78-jarige leeftijd in verzorgingstehuis De Hazelaer in Tilburg. Daar verbleef hij sinds januari dat jaar, na een hersenbloeding.